# Liste der Landschaftsschutzgebiete im Landkreis Nienburg/Weser
Die Liste der Landschaftsschutzgebiete im Landkreis Nienburg/Weser enthält die Landschaftsschutzgebiete des  Landkreises Nienburg/Weser in Niedersachsen.
| Bild                                        | Nummer       | Bezeichnung des Gebietes                                    | Fläche in Hektar | WDPA-ID   | Koordinaten | Datum der Verordnung |
| ------------------------------------------- | ------------ | ----------------------------------------------------------- | ---------------- | --------- | ----------- | -------------------- |
|                                             | LSG NI 00001 | Hügelgräberfeld Woltringhausen                              | 10,00            | 321823    | Position    | 1971                 |
|                                             | LSG NI 00003 | Alte Burg - Wallanlage                                      | 2,10             | 389999    | Position    | 1971                 |
|                                             | LSG NI 00008 | Grabhügelfeld in Erichshagen                                | 0,60             |           | Position    | 1971                 |
|                                             | LSG NI 00012 | Freilichtbühne Marklohe                                     | 0,40             | 320877    | Position    | 1954                 |
|                                             | LSG NI 00013 | Schierholz                                                  | 72,00            | 324143    | Position    | 1969                 |
|                                             | LSG NI 00016 | Hügelgräberfeld Mehlbergen                                  | 0,50             | 321821    | Position    | 1957                 |
|                                             | LSG NI 00017 | Kleiner Maschsee                                            | 5,20             | 322184    | Position    | 1957                 |
|                                             | LSG NI 00020 | Schmiedebruch                                               | 0,06             | 390366    | Position    | 1961                 |
|                                             | LSG NI 00021 | Der Berggarten des Edelhofes                                | 0,30             | 320318    | Position    | 1961                 |
|                                             | LSG NI 00022 | Estorfer See                                                | 7,30             | 320718    | Position    | 1963                 |
|                                             | LSG NI 00023 | Auetal oberhalb Steyerberg                                  | 147,50           | 319700    | Position    | 1965                 |
| weitere Bilder                              | LSG NI 00024 | Grinder Wald                                                | 1177,70          | 321161    | Position    | 1966                 |
|                                             | LSG NI 00025 | Auetal unterhalb Liebenau                                   | 208,00           | 319701    | Position    | 1967                 |
|                                             | LSG NI 00026 | Heidberg/Wohlenhausen                                       | 150,00           | 321500    | Position    | 1967                 |
|                                             | LSG NI 00027 | Husumer Geest                                               | 940,00           | 321854    | Position    | 1968                 |
|                                             | LSG NI 00028 | Dünengebiet Sandmeer                                        | 265,00           | 320468    | Position    | 1968                 |
|                                             | LSG NI 00029 | Kreuzbachniederung/Ahrendberg                               | 350,00           | 322322    | Position    | 1968                 |
|                                             | LSG NI 00030 | Alpeniederung                                               | 1940,00          | 319496    | Position    | 1968                 |
|                                             | LSG NI 00031 | Die Böhrde                                                  | 432,40           | 320341    | Position    | 1968                 |
|                                             | LSG NI 00032 | Die Krähe                                                   | 3955,00          | 320349    | Position    | 1968                 |
|                                             | LSG NI 00033 | Rehburger Moorgeest                                         | 1069,10          | 323775    | Position    | 1969                 |
|                                             | LSG NI 00034 | Sündern                                                     | 727,60           | 324956    | Position    | 1969                 |
|                                             | LSG NI 00035 | Weser-Altarm westlich der Staustufe Landesbergen            | 154,00           | 325789    | Position    | 1969                 |
| Rehburger Berge mit Brunnenberg von Winzlar | LSG NI 00036 | Rehburger Berge                                             | 808,50           | 323774    | Position    | 1969                 |
|                                             | LSG NI 00038 | Hügelgräberfeld Westerbuch                                  | 18,00            | 321822    | Position    | 1969                 |
|                                             | LSG NI 00039 | Meerbachniederung                                           | 2950,00          | 322933    | Position    | 1970                 |
|                                             | LSG NI 00040 | Die Hohehorst                                               | 485,00           | 320345    | Position    | 1970                 |
| Alveser See                                 | LSG NI 00041 | Alveser See                                                 | 95,00            | 319578    | Position    | 1970                 |
|                                             | LSG NI 00042 | Weserniederung Diethe - Müsleringen                         | 320,00           | 325794    | Position    | 1973                 |
| weitere Bilder                              | LSG NI 00043 | Weberkuhle - Kaiserberg                                     | 1510,00          | 325675    | Position    | 1973                 |
|                                             | LSG NI 00045 | Brinkmoor in Uchte                                          | 145,00           | 320093    | Position    | 1972                 |
|                                             | LSG NI 00046 | Warper- und Bücker Heide - Schweringer Berg                 | 987,50           | 325657    | Position    | 1975                 |
|                                             | LSG NI 00047 | Die Wöstinge                                                | 330,00           | 320354    | Position    | 1973                 |
|                                             | LSG NI 00048 | An der Schleifmühle                                         | 19,50            | 319636    | Position    | 1974                 |
|                                             | LSG NI 00050 | Altarm der Großen Aue                                       | 7,50             |           | Position    | 1976                 |
|                                             | LSG NI 00051 | Oyler Wald                                                  | 371,00           | 323606    | Position    | 1976                 |
|                                             | LSG NI 00052 | Hohenriepen - Hüttenmoor                                    | 945,70           | 321704    | Position    | 1976                 |
|                                             | LSG NI 00053 | Wesermarsch                                                 | 2030,00          | 325793    | Position    | 1979                 |
|                                             | LSG NI 00055 | Interessentenplatz Dedendorf                                | 1,50             | 321961    | Position    | 1969                 |
|                                             | LSG NI 00056 | Dünengebiet südlich Gandesbergen, Sechsacker und Kraienkamp | 850,00           | 320469    | Position    | 1983                 |
|                                             | LSG NI 00057 | Herrenhassel - Harberger Heide                              | 488,00           | 321571    | Position    | 1974                 |
|                                             | LSG NI 00058 | Feuchtgebiet internationaler Bedeutung Steinhuder Meer      | 112,80           | 320789    | Position    | 1981                 |
|                                             | LSG NI 00059 | Osterheide - Welzer Grund                                   | 430,00           | 323566    | Position    | 1968                 |
|                                             | LSG NI 00060 | Hügelgräbergebiet Diensthop und Hassel                      | 5,00             | 321829    | Position    | 1956                 |
|                                             | LSG NI 00061 | Hüttenmoor                                                  | 185,60           | 321857    | Position    | 1986                 |
|                                             | LSG NI 00062 | Kleine Marsch bei Drakenburg und Rohrsen                    | 190,00           | 322175    | Position    | 1995                 |
|                                             | LSG NI 00063 | Teichfledermaus-Gewässer in der Nienburger Marsch           | 166,16           | 555632912 | Position    | 2016                 |
|                                             | LSG NI 00071 | Loher Holz                                                  | 324              | 555690959 | Position    | 2018                 |